# Karl Huber (1915-2002)
Pour les articles homonymes, voir Huber.
Karl Huber, né le 18 octobre 1915 à Saint-Gall (originaire de Häggenschwil) et mort à Köniz le 16 septembre 2002, est une personnalité politique suisse, membre du parti démocrate-chrétien.

## Biographie

### Origines et famille
Karl Huber naît le 18 octobre 1915 à Saint-Gall. Il est originaire de Häggenschwil, dans le même canton. Son père, Johann Karl, est chef de bureau dans une banque ; sa mère est née Mathilde Beatrix Hässig.
Il épouse en 1945 Elisabeth Pauline Fink.

### Études et parcours professionnel
Après avoir obtenu sa maturité gymnasiale à l'École cantonale de Saint-Gall (de), il fait des études de droit à l'Université de Berne où il obtient le titre de docteur en droit en 1939. Le service militaire qu'il doit effectuer pendant la Seconde Guerre mondiale l'empêche de devenir avocat.
En 1941, il est engagé comme juriste au Département de l’économie. Il en devient le secrétaire général en 1954.

### Chancelier de la Confédération
Il est élu chancelier de la Confédération au premier tour en 1967. La « formule magique » valable pour le Conseil fédéral s'applique pour la première fois à la Chancellerie : il est en effet assisté d’un vice-chancelier radical, Jean-Marc Sauvant, et d’un vice-chancelier socialiste, Walter Buser. 
Dès sa nomination, Karl Huber rationalise la manière dont le Conseil fédéral prend des décisions : il uniformise la présentation des dossiers, fixe les règles à suivre pour la préparation des textes de loi (procédure de consultation) et élabore des lignes directrices de la politique du Conseil fédéral pour la législature à venir. Il institue également des réunions régulières entre les quatre partis gouvernementaux et le gouvernement, appelées entretiens de Watteville, afin de faciliter la recherche de solutions consensuelles,. Ces réformes sont officialisées dans la loi de 1978 sur l’organisation de l’administration. Les droits politiques sont condensés dans une seule loi approuvée en votation populaire le 4 décembre 1977, alors qu'il découlaient d'une multitude de textes auparavant.

### Distinction
Peu avant son départ à la retraite en 1981[réf. souhaitée], l'Université de Fribourg lui décerne le titre de docteur honoris causa.

### Mort
Il meurt le 16 septembre 2002 à Köniz, dans le canton de Berne.